# Tsuga diversifolia
Tsuga diversifolia är en tallväxtart som först beskrevs av Carl Maximowicz och som fick sitt nu gällande namn av Maxwell Tylden Masters.
Tsuga diversifolia ingår i Hemlocksläktet som ingår i familjen tallväxter. Inga underarter finns listade i Catalogue of Life.
Arten förekommer i Japan på norra och centrala Honshu samt på Shikoku och Kyushu. Den växer i kulliga områden och bergstrakter mellan 700 och 2000 meter över havet. Klimatet i regionen kännetecknas av kyliga temperaturer samt mycket regn eller snö. Årsnederbörden varierar mellan 1 000 och 2 500 mm. Tsuga diversifolia ingår ofta i barrskogar eller blandskogar med andra träd och den behöver ingen solig plats.
Ibland bildas trädgrupper där inga andra trädarter ingår. Tsuga diversifolia hittas på bergstoppar oftare tillsammans med Picea jezoensis, nikkogran, fujigran och Abies mariesii. I lägre områden ingår bland annat Pinus parviflora, japansk lärk samt Thuja standishii och lövträd som kamtjatkabjörk, Betula corylifolia, liten rosenkvitten samt Quercus mongolica i skogarna. Undervegetationen utgörs främst av buskar från rododendronsläktet och gräs av sasabambusläktet.
Under historien användes arten vid papperstillverkning, men den blev ersatt av andra träd. Fortfarande brukas träet för snickeriarbeten och möbler. Tsuga diversifolia planteras i japanska trädgårdar och den förekommer även som bonsai. I Europa och Nordamerika förekommer en dvärgform av trädet som stenpartiväxt i trädgårdar. Arten tappar sina barr ganska snabbt när den huggs och är därför olämplig att använda som julgran.
Tsuga diversifolia är inte sällsynt och i utbredningsområdet ingår flera skyddszoner. IUCN kategoriserar arten globalt som livskraftig.

## Bildgalleri

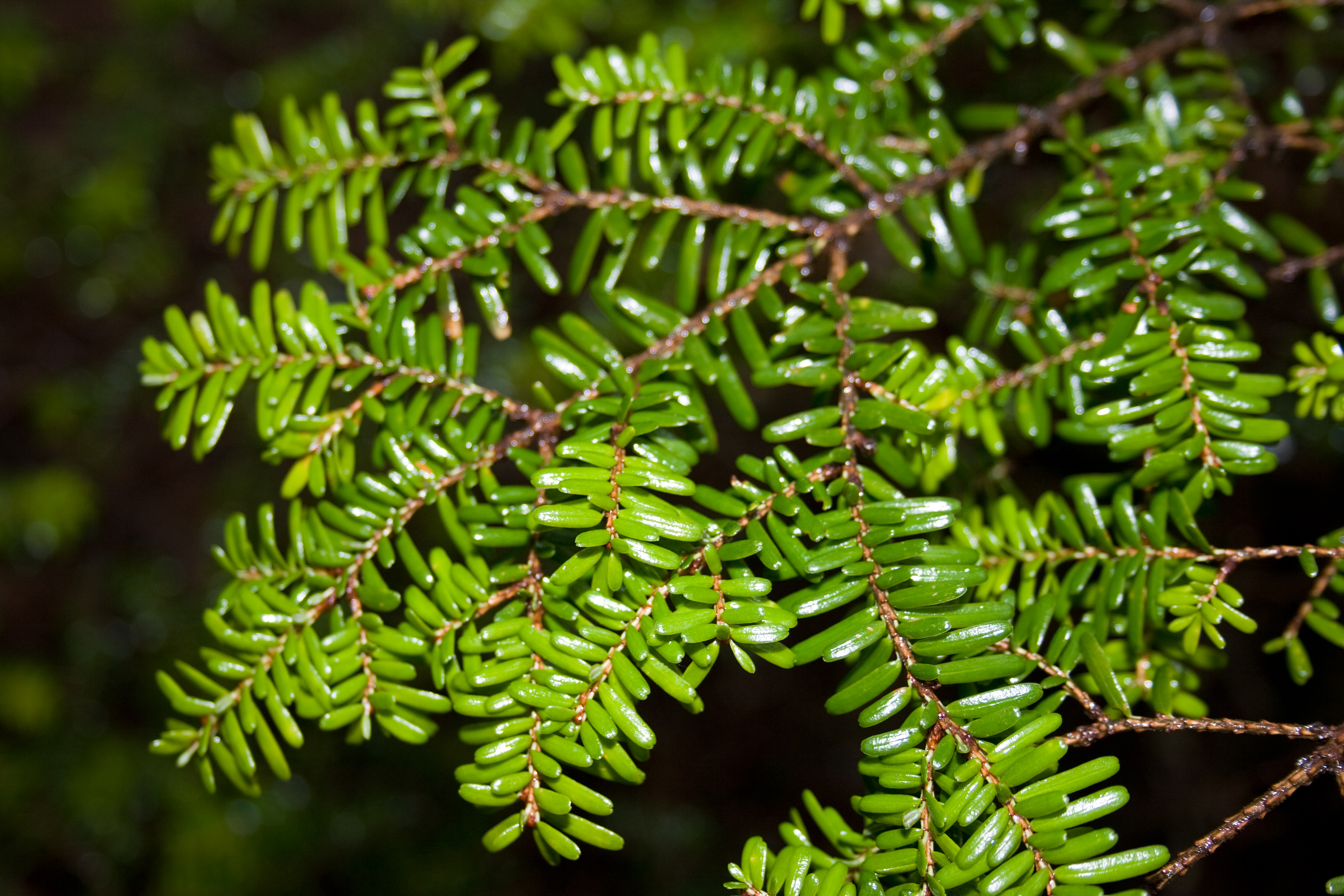
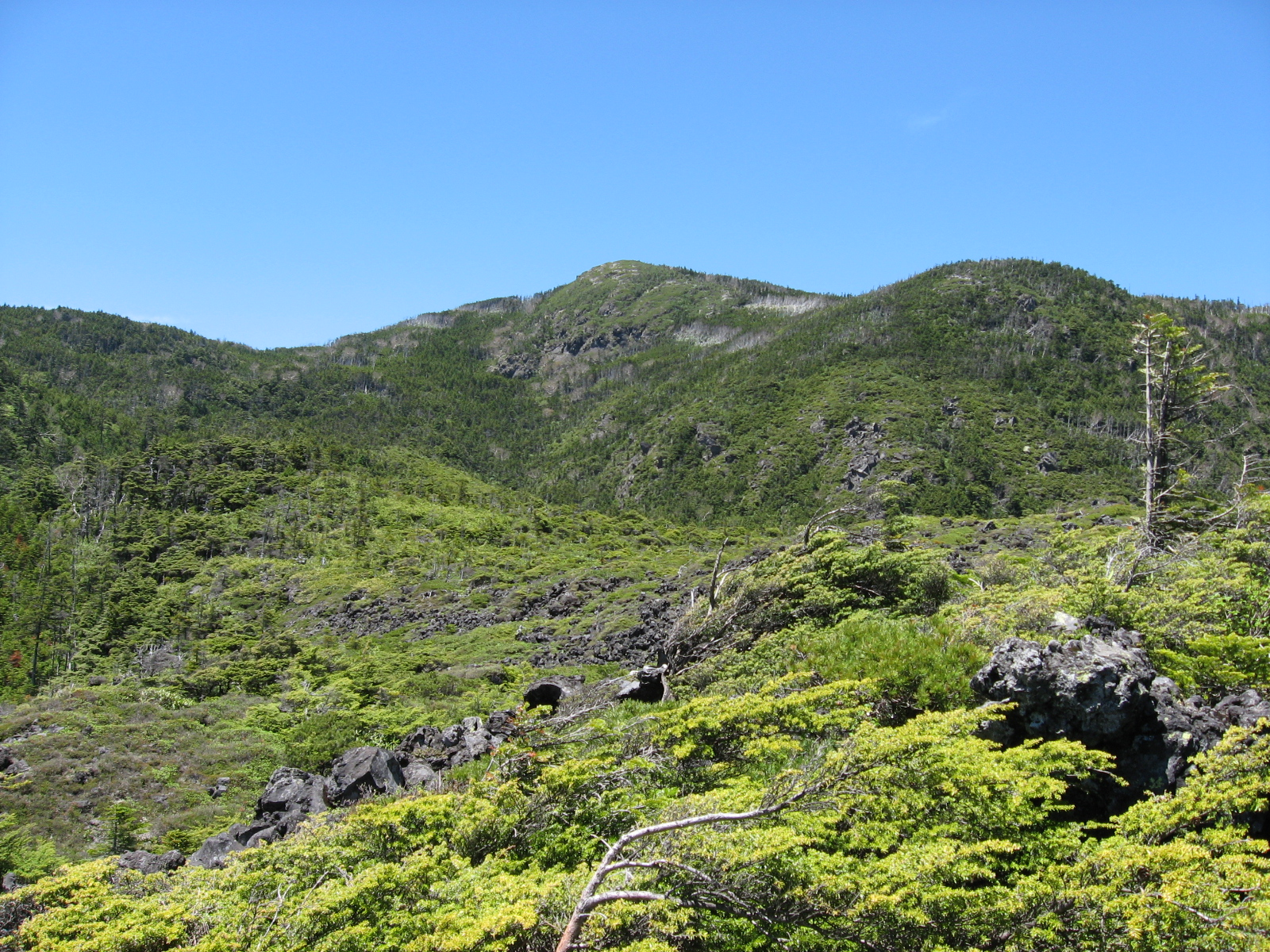
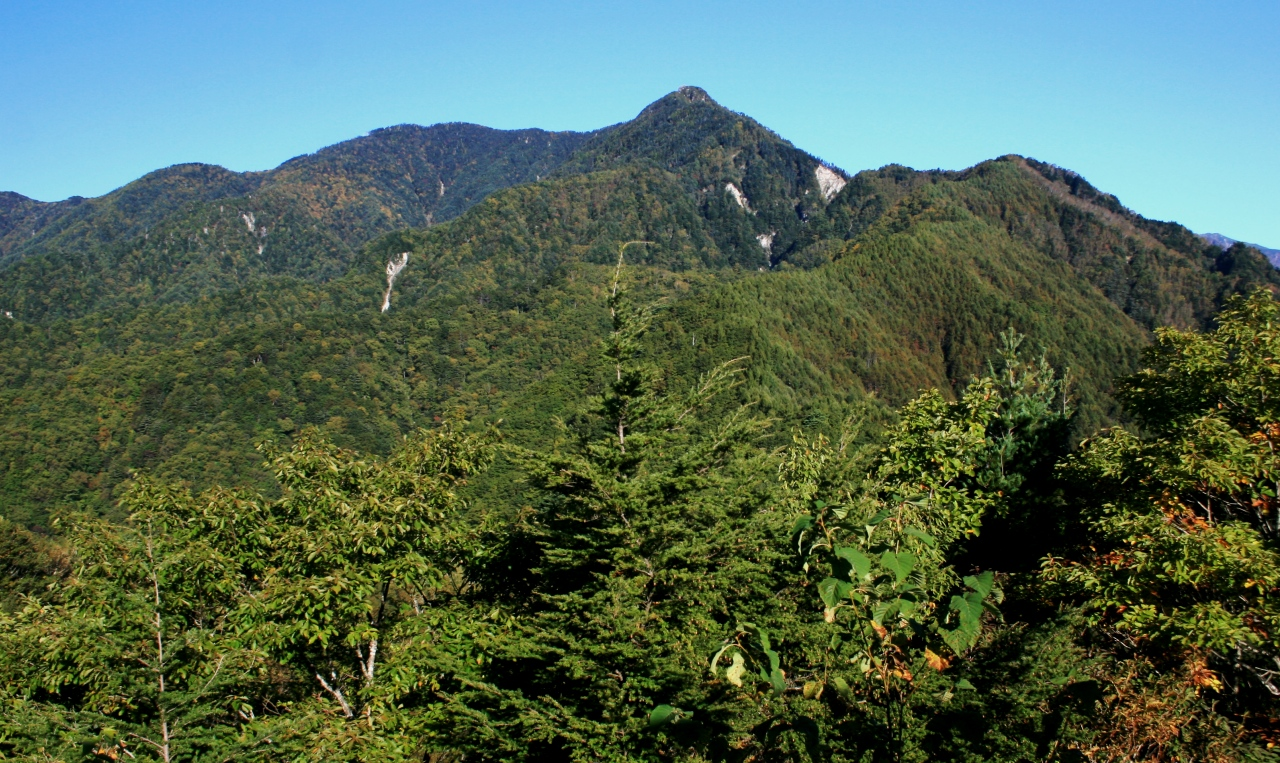
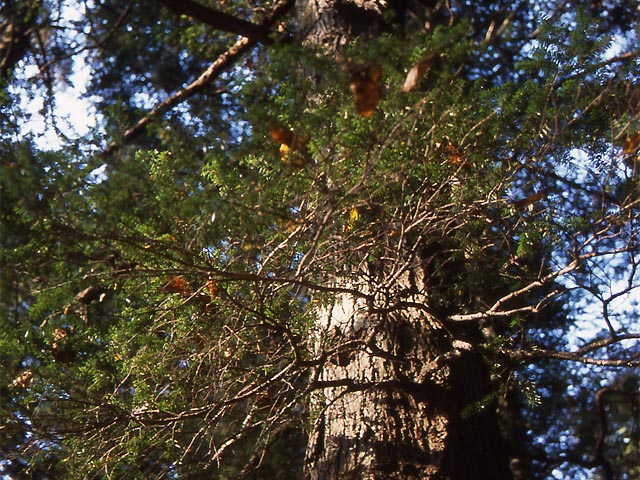
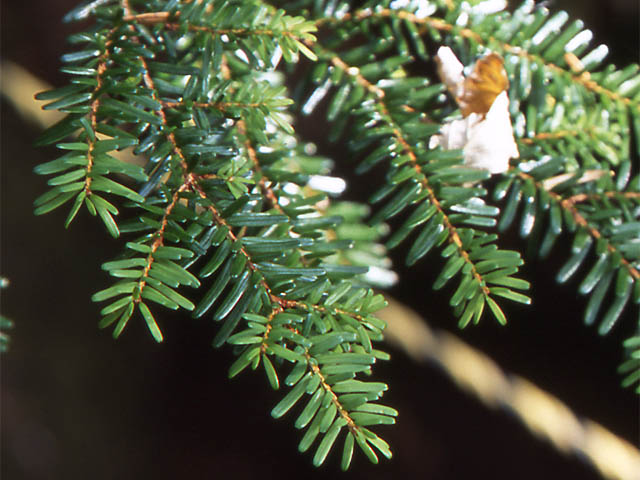
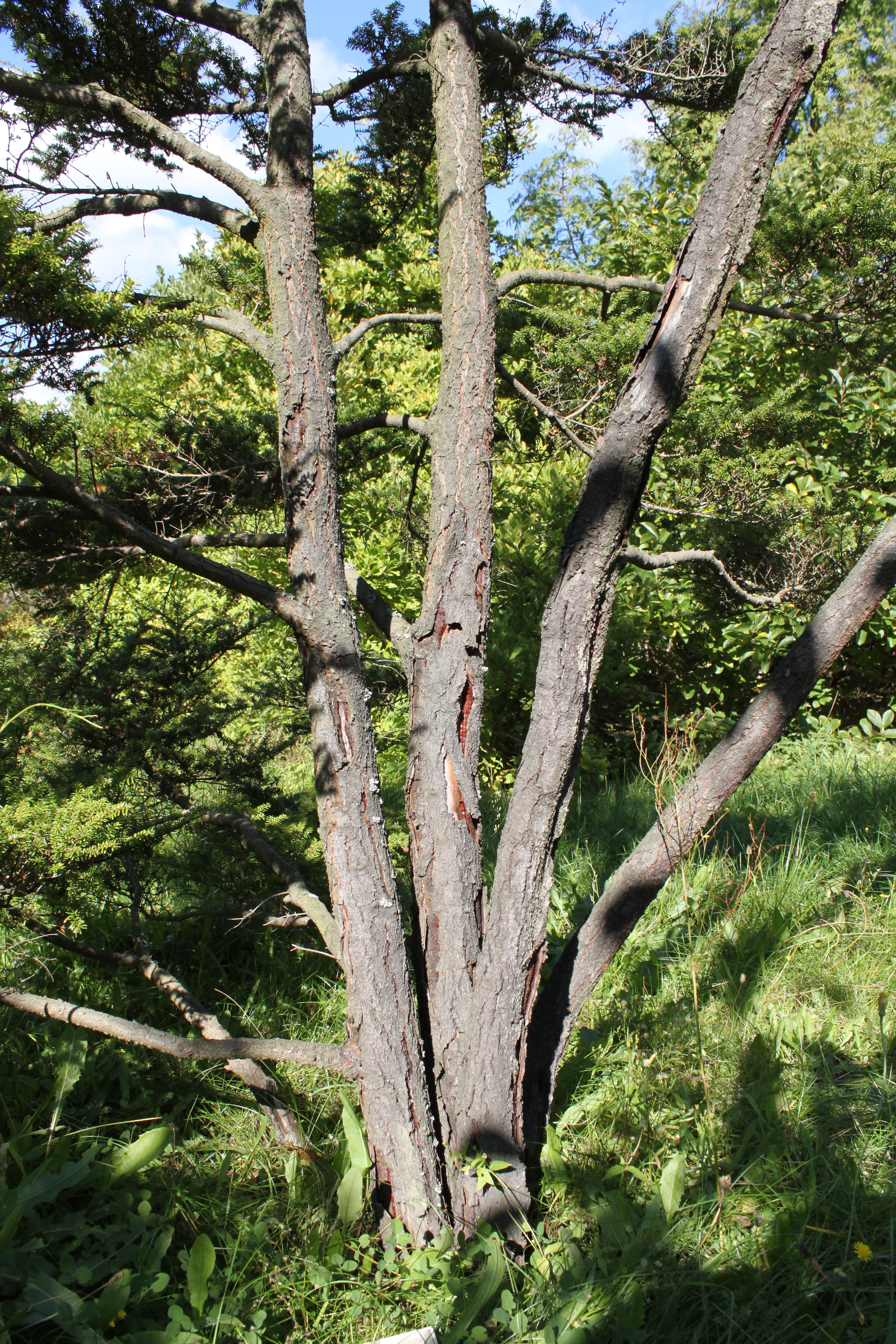